# Dabang
Dabang se refere aos estabelecimentos coreanos que serve principalmente café, chá e entre outras bebidas. É chamado de casa de café, café, dasil, dajeom, ou chatjip.
Atualmente a palavra "dabang" é usado pelos mais jovens para lugares de café como Starbucks. Starbucks, por exemplo, é referido como "byeoldabang"(em coreano: 별다방), onde a palavra 'byeol' significa "estrela". 

## História
Com a Coreia aberta para o Ocidente no período tardio da Dinastia Joseon e no Império Coreano, os dabang começaram a emergir. Os cafés afiliados ao Daebul Hotel e Steward Hotel estabelecidos por estrangeiros em Incheon tornaram-se os dabang pioneiros. No entanto,  dabang  com funções e estilos modernos apareceu após o Movimento Primeiro de Março em 1919. O primeiro hotel de estilo dabang de Seul foi alojado dentro do Sontag Hotel, construído no bairro de Jeong-dong, Seul, em 1902 por Sontag, um teuto-russo. O hotel foi construído para servir diplomatas estrangeiros na Coreia.